# Rudolf (Anhalt-Zerbst)

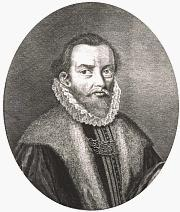
Fürst Rudolf von Anhalt-Zerbst

Rudolf von Anhalt-Zerbst (* 28. Oktober 1576 in Harzgerode; † 20. August 1621 in Zerbst) aus dem Geschlecht der Askanier war ein Fürst von Anhalt-Zerbst.

## Leben
Rudolf war der fünfte Sohn des Fürsten Joachim Ernst von Anhalt (1536–1586) aus dessen zweiter Ehe mit Eleonore (1552–1618), Tochter des Herzogs Christoph von Württemberg.
Zeitzeugen nach zu urteilen, war Rudolf ein eifriger Schüler und Student. 1597 wurde der Zwanzigjährige zur Vermählung des dänischen Königs Christian IV. nach Kopenhagen eingeladen. 1600 führte ihn seine Grand Tour bis nach Rom, wo er mit Papst Clemens VIII. zusammentraf, weiter nach Sizilien. Mit seinem Bruder Fürst Ludwig I. verbrachte er ein Jahr in Florenz. Am 21. November 1601 immatrikulierte sich Rudolf an der Universität in Siena, am 18. Oktober 1602 in Padua. Anschließend kehrte er über die Schweiz nach Dessau zurück. Ab 1603 lebt er am Zerbster Hof und unterstützt das dortige gesamtanhaltinische Gymnasium Francisceum, vor allem durch die Stiftung einer Bibliothek.
Nach gemeinschaftlicher Regierung teilten Rudolf und seine Brüder 1606 das Land Anhalt: Johann Georg wurde Fürst von Anhalt-Dessau, Christian Fürst von Anhalt-Bernburg, Ludwig Fürst von Anhalt-Köthen und einige Jahre später auch August Fürst von Anhalt-Plötzkau. Rudolf erhielt das Fürstentum Zerbst mit den Ämtern Kermen, Lindau, Roßlau und Coswig.
Rudolf tätigte einige Bauten in Zerbst und besserte das Residenzschloss aus. Im Jahr 1618 wurde Rudolf durch seinen Bruder Ludwig in die Fruchtbringende Gesellschaft aufgenommen. Im Köthener Gesellschaftsbuch findet man ihn unter der Nr. 12 mit seinem Gesellschaftsnamen der Süße verzeichnet. Als Motto wurde ihm im Aussaugen zugedacht und als Emblem Fünf Stenglein von Zuckerröhr auf einem Teller. Als Reimgesetz dichtete Fürst Rudolf:
Die Zuckerrörelein seind im aussaugen süß
als widerfaren mir
Da ich des Lebens kron' empfieng zu meiner zier.
Im Alter von 44 Jahren starb Rudolf in Zerbst und wurde in der dortigen Bartholomäikirche bestattet.

## Ehen und Nachkommen
Rudolf heiratete in erster Ehe in Wolfenbüttel am 29. Dezember 1605 Dorothea Hedwig (1587–1609), Tochter des Herzogs Heinrich Julius von Braunschweig-Wolfenbüttel, mit der er folgende Kinder hatte:
- Tochter (*/† 1606)
- Dorothea (1607–1634)

⚭ 1623 Herzog August der Jüngere von Braunschweig-Wolfenbüttel (1579–1666)
- Eleonore (1608–1681)

⚭ 1632 Herzog Friedrich von Schleswig-Holstein-Norburg (1581–1658)
- Tochter (*/† 1609)

Am 31. August 1612 wurde Magdelene (1585–1657), Tochter des Grafen Johann VII. von Oldenburg seine zweite Ehefrau. Magdalenes Bruder vermachte 1667 die Herrschaft Jever an das Haus Anhalt-Zerbst. Aus der Ehe mit Magdalene hatte Rudolf folgende Kinder:
- Elisabeth (1617–1639)
- Johann VI. (1621–1667), Fürst von Anhalt-Zerbst

⚭ 1649 Prinzessin Sophie Auguste von Schleswig-Holstein-Gottorf (1630–1680)